# Dasychira kikuchii
Dasychira kikuchii är en fjärilsart som beskrevs av Matsumura 1927. Dasychira kikuchii ingår i släktet Dasychira och familjen tofsspinnare. Inga underarter finns listade i Catalogue of Life.